# WLB-Reihe 500
| Reihe 500              | Reihe 500                      |
| ---------------------- | ------------------------------ |
| Hersteller:            | Alstom                         |
| Plattform:             | Flexity 2                      |
| Baujahr(e):            | 2021–2025                      |
| Spurweite:             | 1435 mm                        |
| Achsfolge              | Bo’2’Bo’                       |
| Leergewicht:           | 41,68 t                        |
| Höchstgeschwindigkeit: | 80 km/h                        |
| Stromversorgung:       | Oberleitung 600/750/850 Volt = |
| Anzahl:                | 34                             |
| Breite:                | 2,5 m                          |
| Länge:                 | 27,82 m                        |
| Sitzplätze:            | 74                             |
| Motorleistung:         | 4 × 110 kW                     |

Bei der Reihe 500 der Wiener Lokalbahnen handelt es sich um seit dem 27. Dezember 2022 eingesetzte Multigelenkwagen, die im Mischbetrieb sowohl im Eisenbahn- als auch im Straßenbahnbetrieb auf der Badner Bahn zum Einsatz kommen und dort die bisherigen Triebwagen der WLB-Reihe 100 ersetzen sollen. Die Triebwagen vom Typ Flexity 2 werden von Alstom (vormals Bombardier Transportation Austria) gebaut. In einer ersten Lieferserie wurden seit 2021 zunächst 18 Stück geliefert, in einer weiteren Bestellung werden in 2 Tranchen bis Anfang 2024 12 weitere Garnituren geliefert.

## Anschaffung

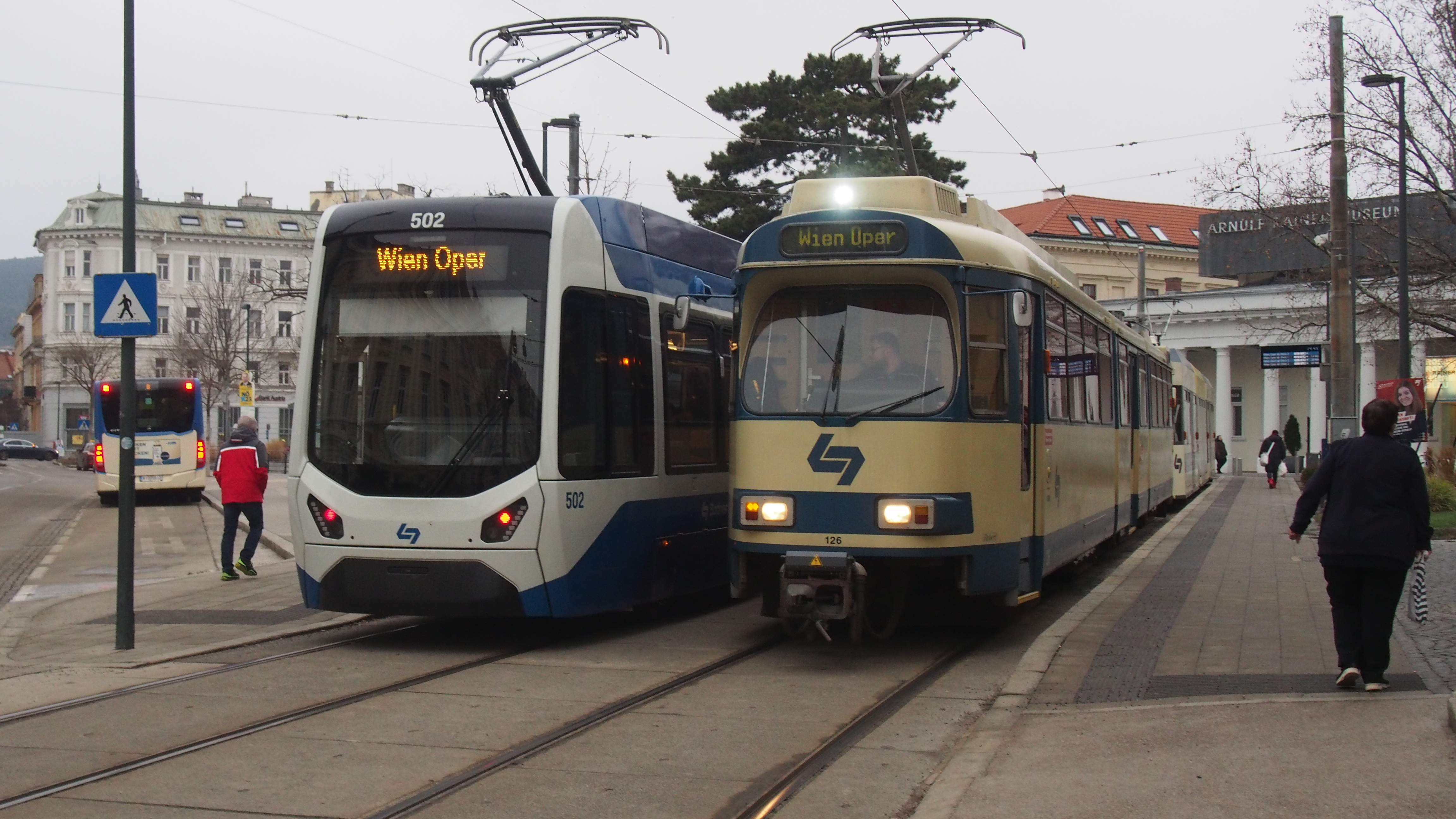
Gegenüberstellung mit der abzulösenden Reihe 100 in Baden

Am 10. Juli 2019 wurde das Design der Züge in den Fernsehsendungen Wien heute und Niederösterreich heute präsentiert. Dabei wurde auch bekannt, dass es sich erstmals in der Geschichte der WLB um Fahrzeuge in Multigelenkbauweise handeln wird. Der Auftrag umfasst rund 93 Millionen Euro, inklusive einem Wartungsvertrag für 24 Jahre. Am 12. April 2021 wurde bekanntgegeben, dass sich der erste Zug im Alstom-Werk Wien-Donaustadt in der Endfertigung befinde. Der ursprünglich für Ende 2021 angepeilte Fahrgastbetrieb konnte jedoch aufgrund Lieferverzögerungen nicht eingehalten werden.
Im Juni 2021 befand sich der Triebwagen 501 zu umfangreichen Tests im Klima-Wind-Kanal von RTA. Im November 2021 absolvierten die ersten Fahrzeuge Test- und Schulungsfahrten auf der Strecke der Wiener Lokalbahn. Der erste Fahrgasteinsatz war dann für Oktober 2022 geplant.
Tatsächlich wurde der Einsatz kurz vor dem 24. Dezember 2022 behördlich bewilligt.

## Betrieb
Die ersten Wagen sind seit dem 27. Dezember 2022 mit Fahrgästen unterwegs, ab Anfang Jänner 2023 mehrere. Im Juli 2025 nahm mit dem 34. der letzte Triebwagen den Betrieb auf. Damit wurden die Wagen der Serie 100 größtenteils ersetzt.

## Ausstattung
Die klimatisierten Wagen der Reihe 500 sollen den Fahrgästen durch vollständige Barrierefreiheit, ein modernes Fahrgastinformationssystem, WLAN, USB-Ladebuchsen und Netzsteckdosen höheren Komfort als die bisherigen Baureihen 100 und 400 bieten, wobei die 100er und 400er kurze Zeit einen WLAN-Testbetrieb hatten. Für Kritik sorgte, dass anstatt der üblichen Sitze mit Stoffpolstern Holzsitze eingebaut wurden, vergleichbar mit den neuen U-Bahn-Einheiten der Wiener Linien des Typs X. Besonders wurde auf mobilitätseingeschränkte Personen geachtet und mehr Platz für Rollstühle und Kinderwagen vorgesehen.

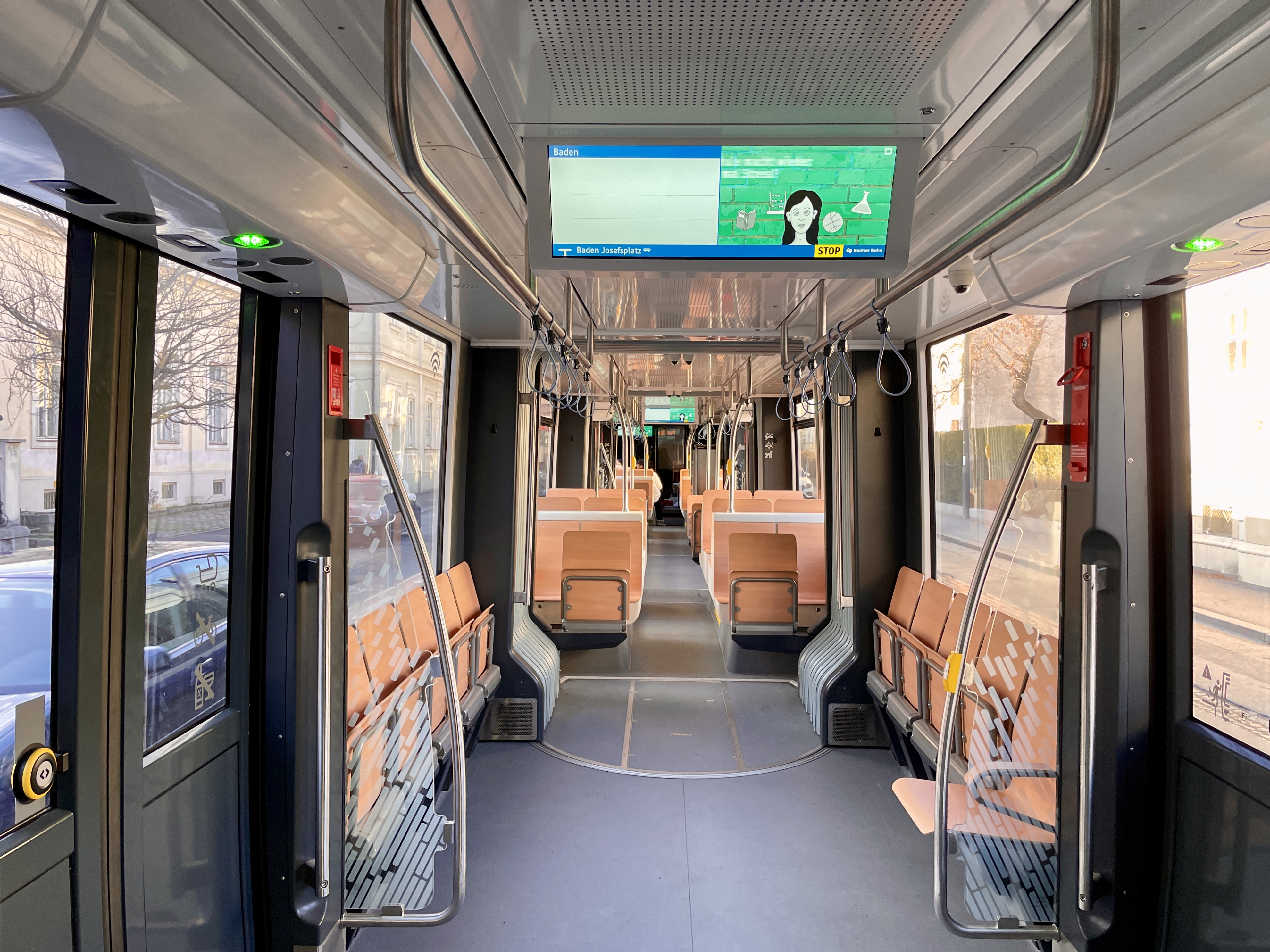
Fahrgastraum der WLB-Reihe 500 mit Mehrzweckbereich im Eingangsraum
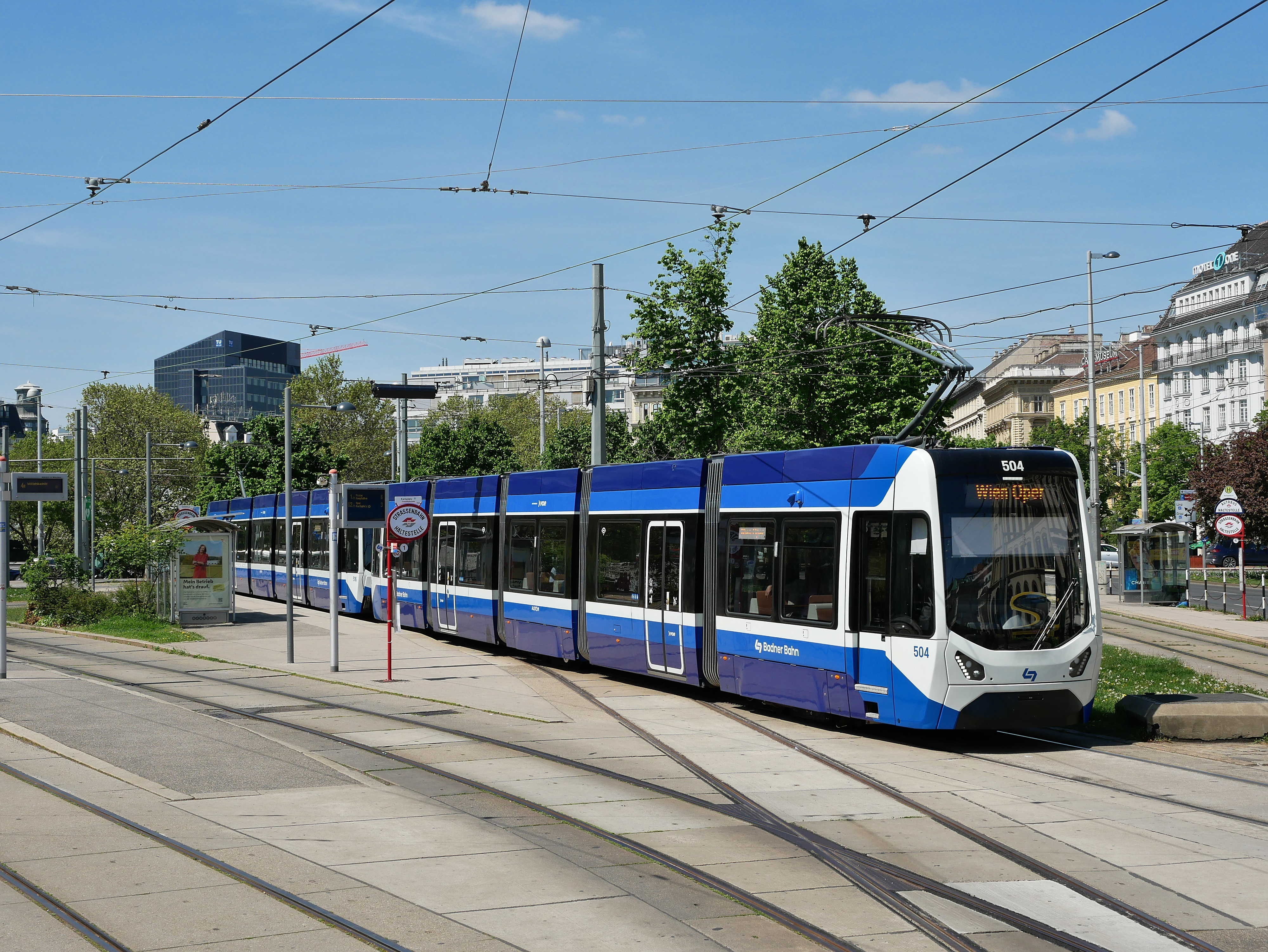
Wagen 504 und 516 in Doppeltraktion auf dem Wiener Karlsplatz
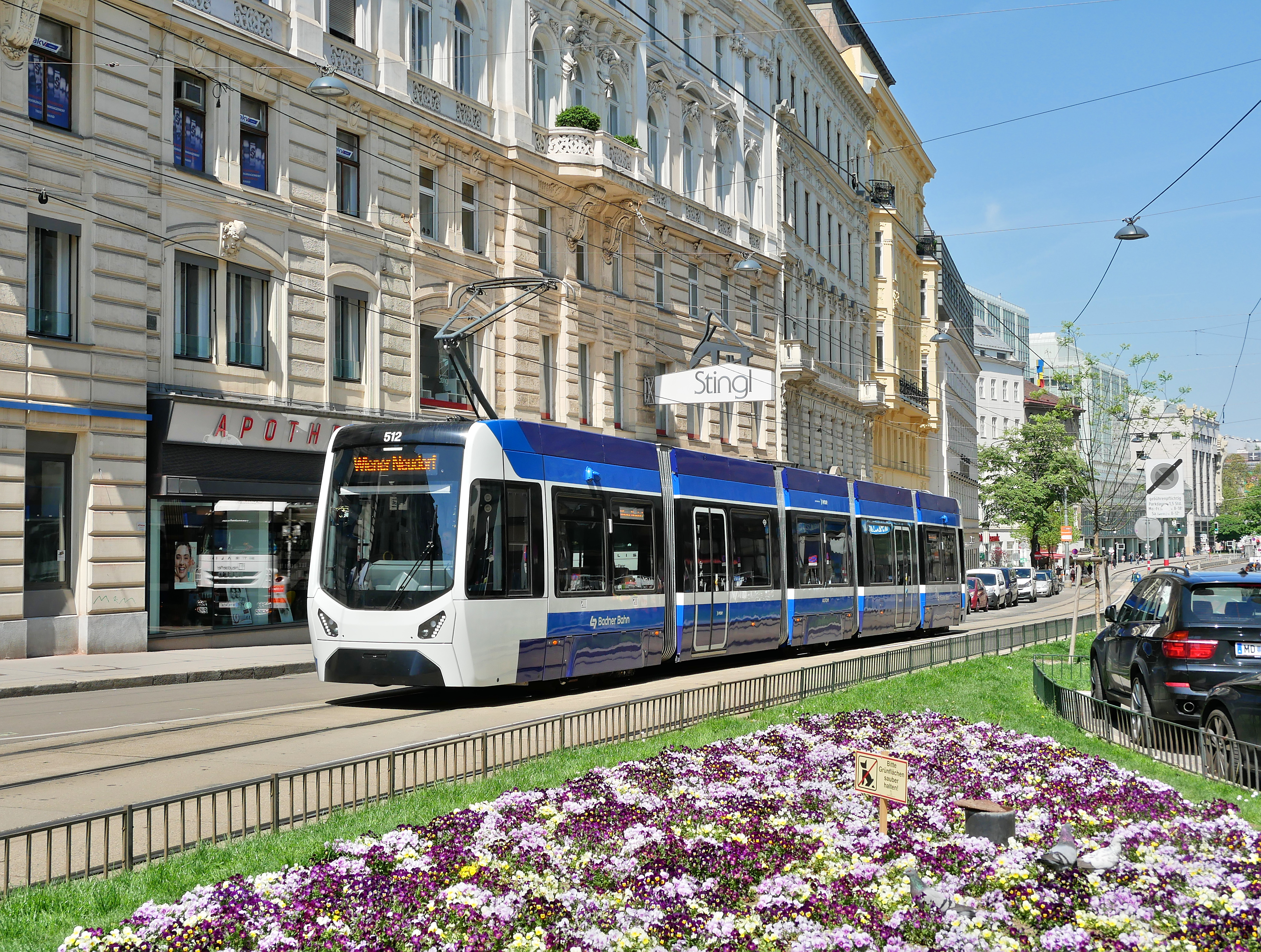
Wagen 512, Kurzzug nach Wiener Neudorf in der Wiedner Hauptstraße